# لیک آلپاین (کالیفرنیا)
لیک آلپاین (به انگلیسی: Lake Alpine) یک منطقهٔ مسکونی در ایالات متحده آمریکا است که در شهرستان آلپاین، کالیفرنیا واقع شده‌است. لیک آلپاین ۲٬۲۵۲ متر بالاتر از سطح دریا واقع شده‌است.